# Friedrich Kellner

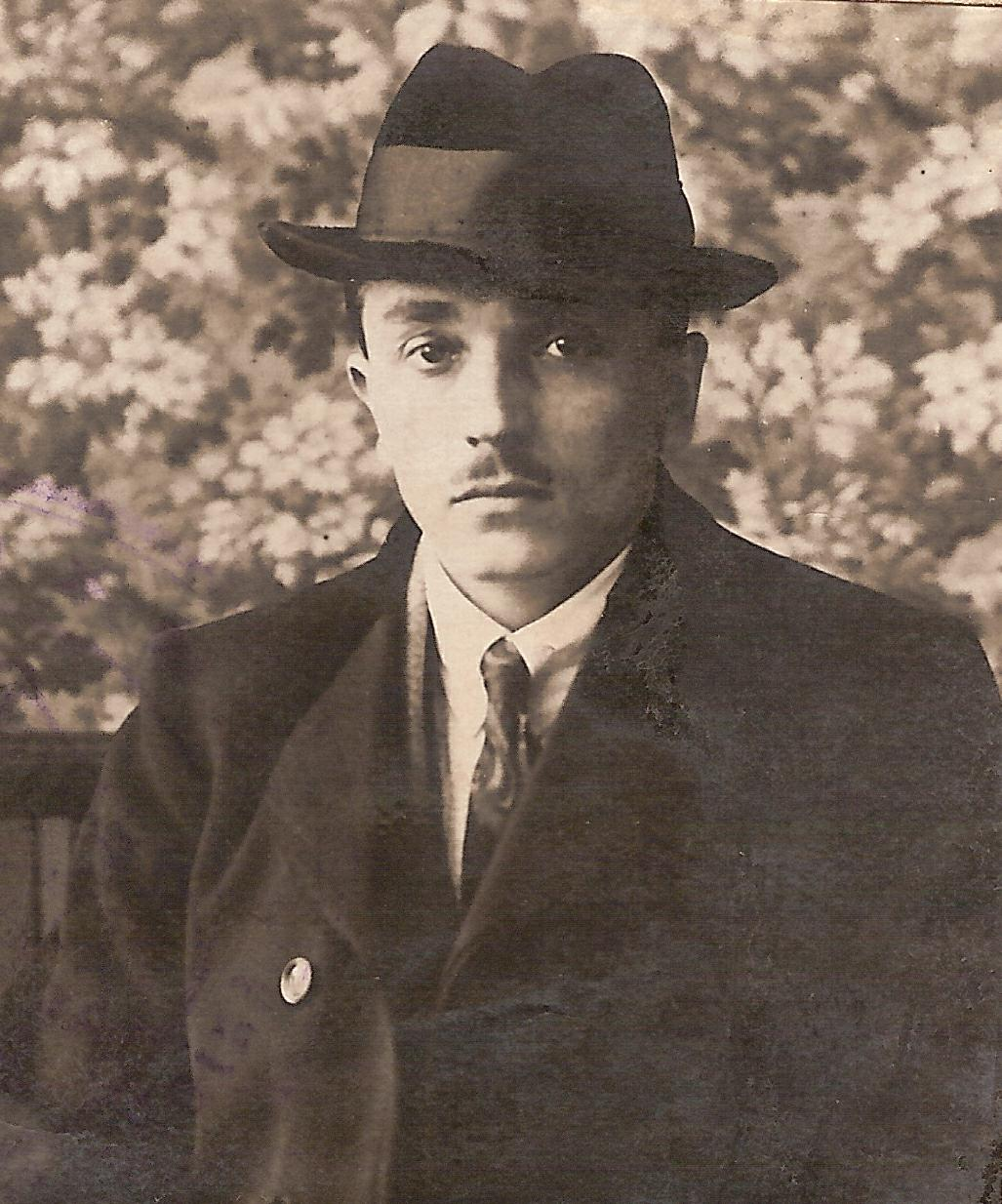
Friedrich Kellner 1923.

August Friedrich Kellner, född 1 februari 1885 i Vaihingen an der Enz, död 4 november 1970 i Lich, var tysk socialdemokrat, tingsnotarie och författade en dagbok under nazitiden i Tyskland. Han förde anteckningar i hemlighet under Tredje Rikets år och förklarade efter krigets slut sin avsikt med dagboken:
| ” | Jag kunde då inte öppet kämpa mot nazisterna eftersom de hade makt att tysta mig. Därför beslöt jag mig för att göra det i framtiden. Jag ville ge kommande generationer ett vapen mot en eventuell pånyttfödelse av en sådan ondska. Mina ögonvittnesskildringar skulle ge en bild av det barbariska skeendet men också visa hur en upprepning kan stoppas. | „ |

## Biografi

### Familj och utbildning
August Friedrich Kellner föddes den 1 februari 1885 i staden Vaihingen vid floden Enz nära Heidelberg. Han var enda barnet till Georg Friedrich Kellner, bagare från byn Arnstadt i Thüringen och Barbara Wilhelmine Vaigle från Bissingen vid floden Enz. Föräldrarna tillhörde den tyska evangeliska kyrkan.
När Friedrich var fyra år gammal flyttade familjen till Mainz, där fadern arbetade som bagerimästare i ”Goebels Zuckerwerk”.
I december 1902, vid 17 års ålder, tog han realskoleexamen vid Goetheskolan i Mainz. Han fick anställning som kontorist vid Mainz domsaga. Han arbetade där från 1903 till 1933 och befordrades först till rättssekreterare, därefter till kamrer och slutligen till tingsnotarie.

### Militärtjänst och äktenskap

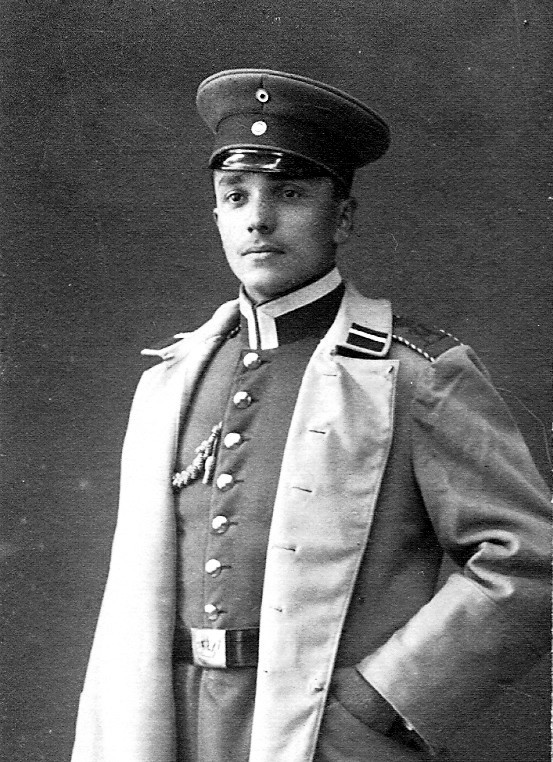
Friedrich Kellner 1914.

1907 och 1908 fullgjorde han sin värnplikt (i reserven) vid 6:e kompaniet i infanteri-livregementet Grossherzogin (3:e Grossherzoglich Hessisches) nr 117 i Mainz.
1913 gifte sig Friedrich Kellner med Pauline Preuss från Mainz. Paret fick ett barn, Karl Friedrich Wilhelm Kellner, som föddes tre år senare.
När första världskriget bröt ut 1914 inkallades Kellner som reservofficer vid infanteriregementet Prinz Carl (4:e Grossherzoglich Hessisches Regiment) nr 118 i Worms. Han deltog i september i slaget vid Marne i Frankrike. Några månader senare sårades han i striderna vid Reims och sändes till St. Rochus-sjukhuset i Mainz för vård.

### Politiska aktiviteter

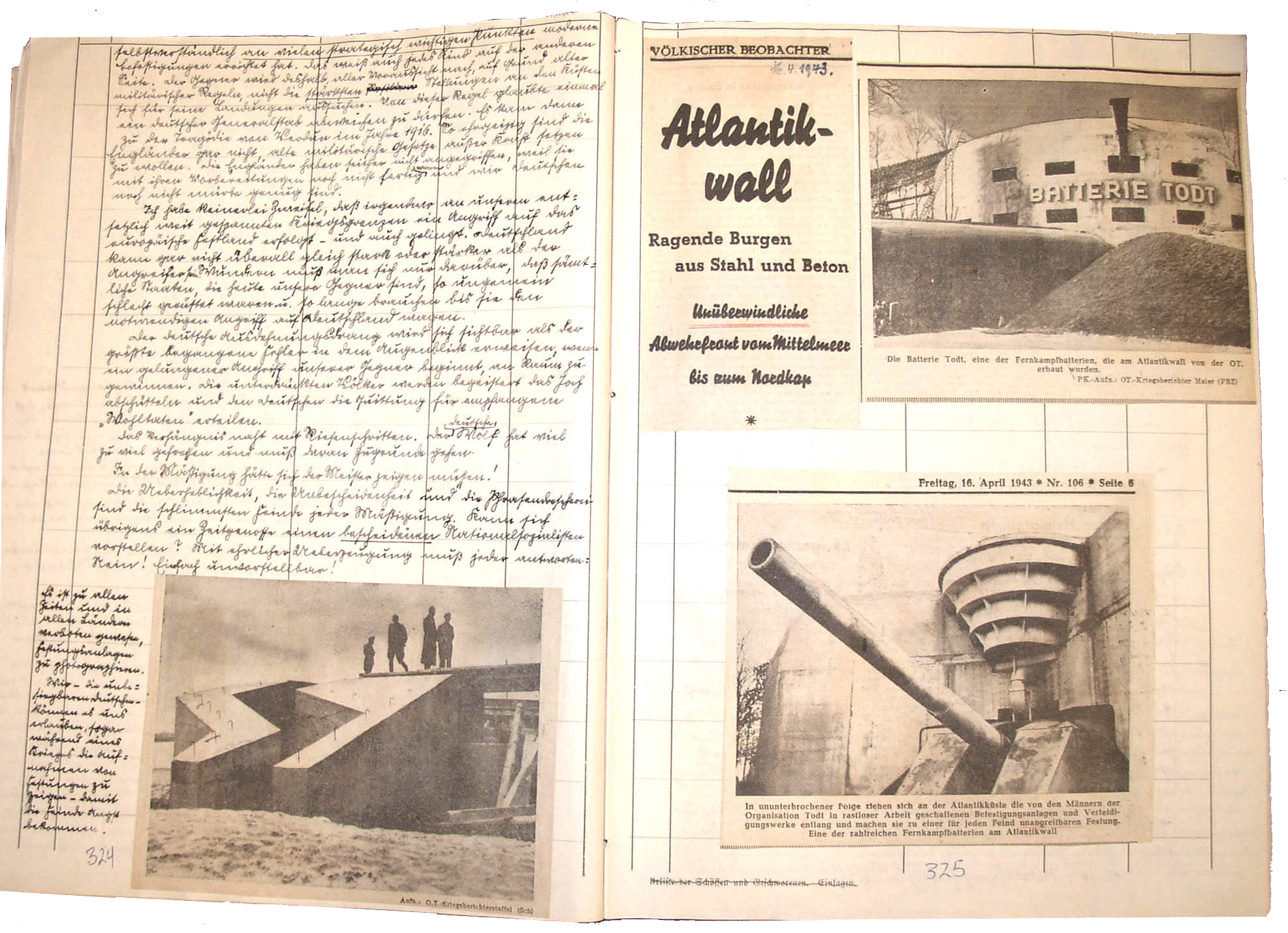
25 april 1941.

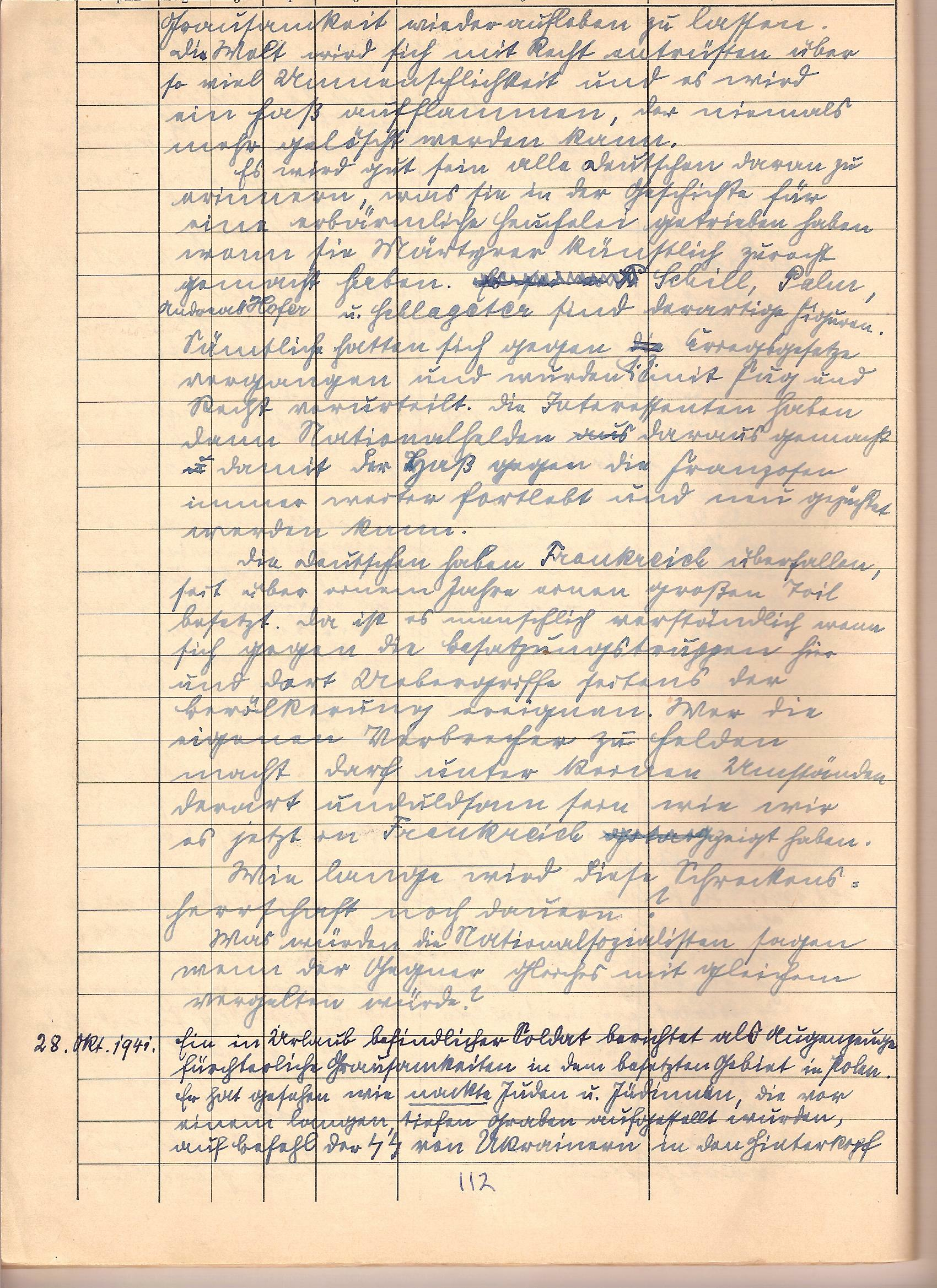
28 oktober 1941, sida 1

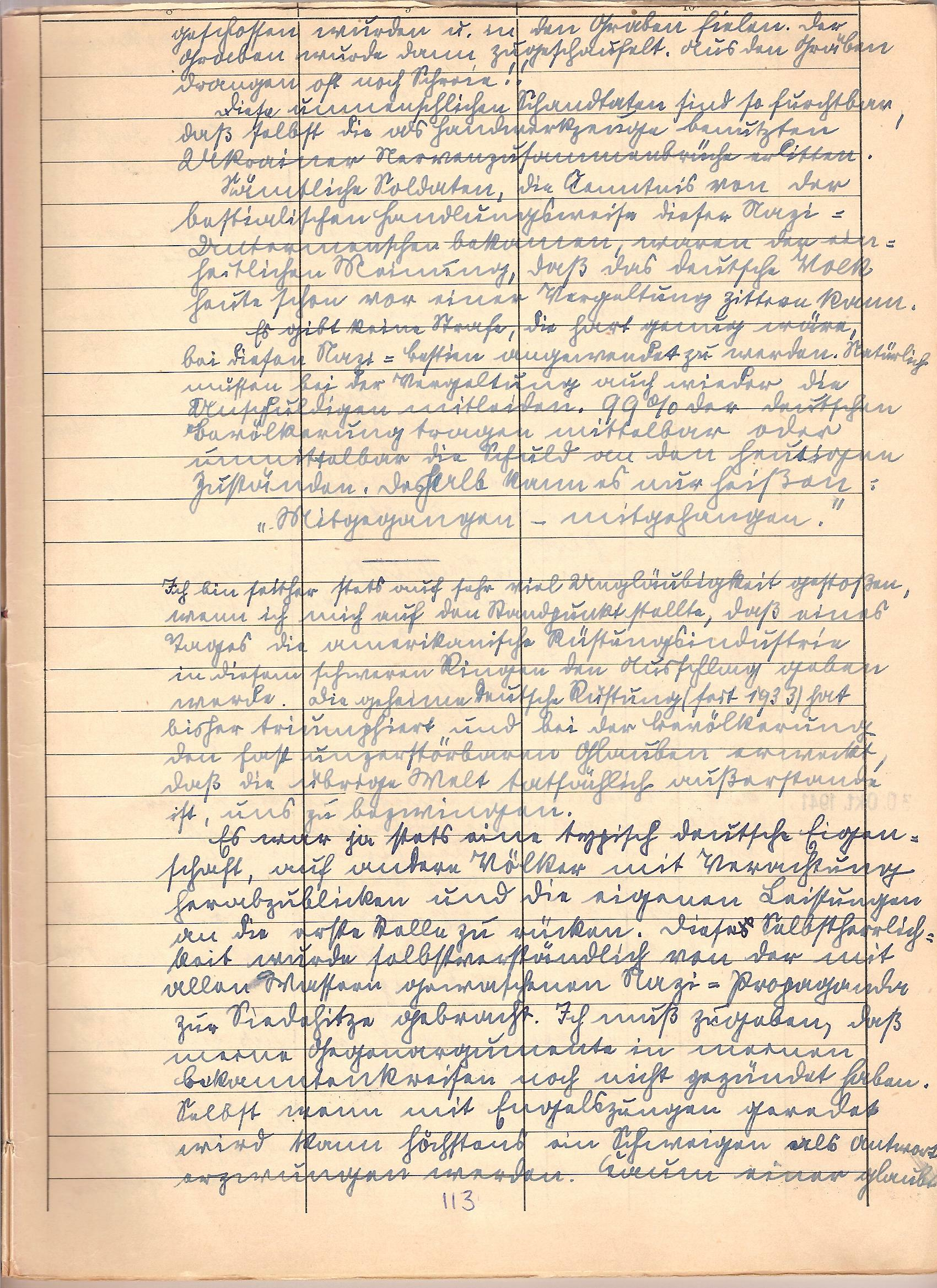
28 oktober 1941, sida 2

Friedrich Kellner välkomnade Weimarrepubliken, den demokratiska republik som grundades i Tyskland efter krigsslutet. Han engagerade sig som politisk organisatör för Tysklands socialdemokratiska parti (SPD). Från Weimarrepublikens första dagar insåg han faran med extremistpartierna och tog klar ställning mot kommunisterna och nationalsocialisterna. Vid politiska möten höll han vid flera tillfällen upp Adolf Hitlers ”Mein Kampf” och ropade högt till de församlade ”Gutenberg, din tryckpress har skändats av denna vidriga bok”. Vid flera tillfällen blev han slagen och hotad på grund av sitt klara avståndstagande mot nationalsocialisterna .
Två veckor innan Adolf Hitler blev rikskansler, och innan det konsekventa och obarmhärtiga förföljandet av oppositionella mot nazipartiet inleddes, flyttade Kellner med fru och son till landsortsstaden Laubach där han fick tjänst som tingsnotarie vid tingsrätten. 1935 emigrerade sonen till USA för att undvika värnpliktstjänstgöring i Hitlers armé.
Under pogromen i november 1938, som gått till historien som Kristallnatten, försökte Friedrich och Pauline Kellner att hjälpa sina judiska grannar. Makarna Kellner varnades att de skulle få dela sina grannars öden om de fortsatte med sitt motstånd mot nazipartiets politik.
Till Kellner sade man, att hans fru skulle sändas till koncentrationsläger om han fortsatte att ha dåligt inflytande på befolkningen i Laubach. Enligt en rapport skriven av den lokale naziledaren Hermann Engst avsåg myndigheterna att straffa Kellner efter att kriget vunnits. Eftersom han inte kunde fortsätta med en öppen politisk verksamhet började han anförtro sina tankar till sin hemliga dagbok. Han ville att hans son och kommande generationer skulle inse att demokratiska krafter alltid måste stå i opposition till diktaturer. 
Han ville visa alla att motstånd mot tyranni och terrorism är nödvändigt och att man inte ska sätta någon tilltro till myndigheternas propaganda.
Under de första krigsåren hoppades Kellner att USA skulle ingripa. Han kunde inte förstå varför USA inte försökte stoppa blodbadet. Den 25 juni 1941, sex månader före Japans överraskande anfall på Pearl Harbor, skrev han:
| ” | När kommer det här vansinnet att sluta. Nu har England och Amerika en unik chans att ta initiativet, men då inte bara med tomma löften och otillräckliga åtgärder. Om Amerika hade viljan och satte in alla sina resurser kunde det få vågskålen att tippa över och skapa fred. Endast en väldig styrka och användandet av all krigsmateriel kan få den tyska besten ta reson. Hittills har statsmännen genom en obegriplig kortsynthet försummat eller misslyckats med detta. Mänskligheten måste vakna! Angrip med all er styrka den som förstört freden. Ingen betänklighet, inga tal, ingen neutralitet. Framåt mot mänsklighetens fiende. | „ |

I samma dagboksanteckning visar han sin vrede mot dem som vill blidka diktaturer istället för att slåss mot dem.
| ” | ännu finns det idioter i Amerika som pratar rent nonsens om en kompromiss med ett Tyskland styrt av Adolf Hitler | „ |

### Efter kriget
Efter kriget skulle många tyskar insistera på att man inte visste någonting om det statsstyrda folkmordet på judarna. Men så tidigt som den 28 oktober 1941 skrev Kellner i sin dagbok:
| ” | En soldat på permission här har sagt att han sett ett fruktansvärt illdåd i det ockuperade Polen. Han såg hur nakna judiska män och kvinnor placerades framför ett långt och djupt dike och sedan på order av en SS-officer sköts i bakhuvudet av ukrainsk milis. De föll ner i diket. Sedan fylldes diket med jord trots att han kunde höra skrik från folk som fortfarande var vid liv. Dessa omänskliga illdåd var så fruktansvärda att några av ukrainarna, som användes som hantlangare, fick nervösa sammanbrott. Samtliga soldater som kände till de omänskliga nazisternas illdåd ansåg att det tyska folket borde darra av rädsla för den vedergällning som skulle komma. | „ |

| ” | Det finns ingen bestraffning hård nog som kan utmätas till dessa nazisvin. Naturligtvis blir det så, att när vedergällningens dag randas, kommer de oskyldiga att lida såväl som de skyldiga. Men eftersom 99 procent av den tyska befolkningen är skyldig, direkt eller indirekt, för den nuvarande situationen kan man bara säga att de som reser tillsammans kommer att hängas tillsammans. | „ |

Efter krigsslutet hjälpte Kellner till att återuppliva SPD i Laubach och han blev regional partiordförande. Under 1945 och 1946 var han biträdande borgmästare i Laubach och från 1956 var han ledande kommunalråd och ånyo vice borgmästare.
Friedrich Kellner fortsatte från 1947 tjänsten som förste tingsnotarie och administrationsansvarig. Han tjänstgjorde som distriktsrevisor vid tingsrätten i Gießen från 1948 till 1950. Efter sin pensionering 1950 var han verksam som juridisk rådgivare i Laubach i ytterligare tre år.
Kellners son, Fred William Kellner, som hade emigrerat till Amerika, avled 1953. 1960 reste Kellners sonson, professor Robert Scott Kellner, till Tyskland för att träffa sin farfar. Kellner gav sin dagbok – tio band – till sonsonen för att få den översatt och känd.
Den 4 november 1970 avled Friedrich Kellner och begravdes vid sidan av sin hustru på kyrkogården i Mainz.

## Dagboken
Dagboken består av tio band med totalt 861 sidor. Den innehåller 676 daterade notiser eller anteckningar från 13 september 1939 till 17 maj 1945. Över 500 tidningsklipp har klistrats in i dagboken.

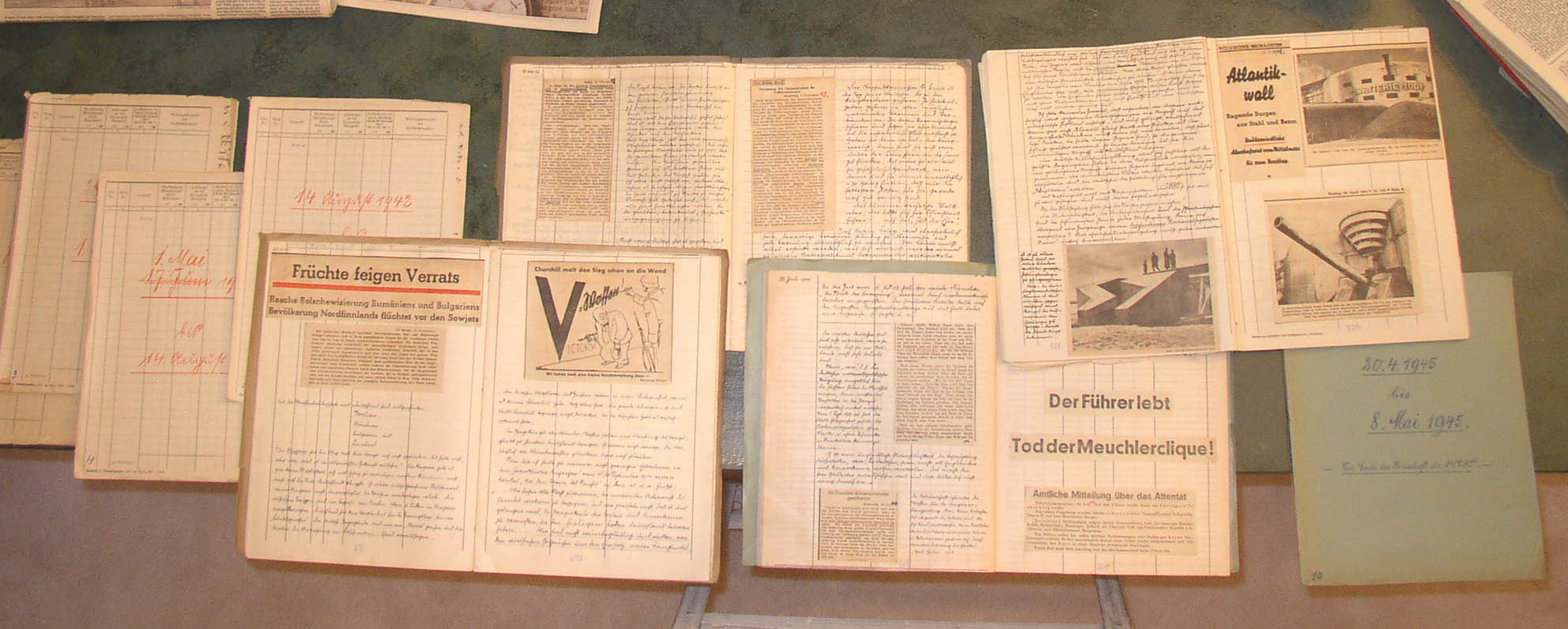
Friedrich Kellners dagbok.

Friedrich Kellner avsåg inte endast att observera den tidens händelser utan även att lämna vägledning till kommande generationer för att förebygga en upprepning av totalitärt styre och ge råd rörande motstånd mot ideologier som hotar personlig frihet och ignorerar mänskliga rättigheter.
Dr Robert Scott Kellner använder sin farfars dagbok för att bekämpa återuppvaknandet av fascism och antisemitism och för att motverka revisionisthistorikers förnekande av förintelsen och andra nazistiska dåd. Han har erbjudit att sända ett exemplar av dagboken till Irans president Mahmoud Ahmadinejad, som bland annat gjort sig känd som förintelseförnekare.

### Mottagande
För att högtidlighålla 60-årsdagen av segern i Europa (VE Day) ställdes dagboken ut under våren 2005 i George Bush Presidential Library and Museum i College Station, Texas.
Vid Justus-Liebig-Universität i Giessen har man etablerat ett Kellnerprojekt inom avdelningen för studier om förintelsen. Den biträdande avdelningschefen Dr Sascha Feuchert anser att Kellners dagbok är en av de utförligaste som skrevs under naziperioden.
Tidningen Giessener Anzeiger och hembygdsföreningen i Laubach anordnade en utställning om Friedrich Kellner i Laubachs hembygdsmuseum.
Under sommaren 2006 visades dagboken i Holocaust Museum i Houston, Texas.
1 oktober - 1 november 2007 visades en utställning om Friedrich Kellner i Judiska biblioteket vid Stockholms Synagoga i Stockholm.
Stora universitet som Purdue, Columbia och Stanford önskar införliva dagboken i sina bibliotek. Liknande önskemål har framförts Yad Vashem Holocaust Museum i Jerusalem och the United States Holocaust Museum i Washington DC. Ett nytt museum i Kanada, Canadian Museum for Human Rights, planerar en permanent Kellnerutställning.

### Publicering av dagboken
Friedrich Kellners dagböcker gavs ut i Tyskland 2011 i två band.
- Vernebelt, verdunkelt sind alle Hirne, Tagebücher 1939-1945, Friedrich Kellner, Verlag Wallstein, 2011, ISBN 3835306367

### Dokumentärfilm
Det kanadensiska filmbolaget CCI Entertainment producerade 2007 en dokumentärfilm om Friedrich Kellner och hans sonson Robert Scott Kellner. Filmens titel är "My Opposition: the Diaries of Friedrich Kellner".